# Hyllie Station
Hyllie Station er en overdækket jernbanestation på Øresundsbanen. Stationen blev indviet 12. december 2010. Den er den første (eller sidste) station på den svenske side af Øresundsforbindelsen. De nærmeste stationer er, i retning mod København, Københavns Lufthavn og, i retning mod Malmö C, Triangelns Station, der blev indviet samme dag som Hyllie station. Stationen er en af et mindre antal stationer i Skåne, hvor man kan bruge det danske Rejsekort.
Stationen ligger centralt i Malmøs hurtigt fremvoksende nye bydel Hyllie.
Umiddelbart ved stationsopgangen ligger Malmö Arena – regionens første multiarena. Arenaen ligger 25 minutter fra København H med tog i 10-minutters drift. Til sammenligning er det 10 minutters længere rejsetid fra København H med offentlig transport og gåafstand end til multiarenaen Royal Arena i Ørestaden v. København, der blev indviet i 2017 og bygget af Realdania med delvis offentlige midler. Derved huser Øresundsregionen verdens to tidsmæssigt tættest beliggende multiarenaer i størrelsesklassen 15.000+ tilskuere (inklusive ståpladser).
Emporia, et indkøbscenter med 149 butikker, blev den 25. oktober 2012 indviet nær stationen.
Flygtningekrisen i Europa i 2015 førte til at der den 12. november 2015 blev indført ID-kontrol på Hyllie Station for rejsende med tog fra Danmark.